# ASARCO
ASARCO LLC (American Smelting and Refining Company) — гірничорудна монополія США.
Здійснює видобуток, збагачення руд кольорових металів та виробництво срібла (понад 840 т за рік), міді (понад 200 тис. т за рік), свинцю (130 тис. т за рік), цинку (42 тис. т за рік).
Посідає перше місце в США по видобутку срібних руд. Займається також видобутком вугілля, азбесту й молібдену, виробництвом побічних продуктів (стибій, арсен), золота, платини тощо.
Працює бл. 12 тис. чоловік.